# Дзеярский, Евгений Фёдорович
Евгений Фёдорович Дзеярский (род. 11 августа 1922, Курск или Симферополь) — советский хоккеист, защитник. Тренер.

## Биография
Родился в Курске. Осенью 1940 года, в возрасте 18 лет, был призван на военную службу. На момент начала Великой Отечественной войны служил на границе в Западной Украине в мотомеханизированном полку помощником командира строевого взвода. С июля 1941 года — командир орудия 13-го отдельного зенитного артиллерийского дивизиона в звании старшего сержанта. В первом же бою получил осколочное ранение в спину. Демобилизован за три ранения. Перенес две контузии под Сталинградом с полной потерей памяти. На Зееловских высотах подорвался на мине и временно ослеп.
Награжден медалями «За оборону Сталинграда» (1942), «За победу над Германией» (1945).
Вернувшись в Курск, играл в футбол и хоккей с мячом за сборную города, работал воспитателем в спецшколе ВВС. С 1946 года обучался в ленинградском институте физической культуры имени П. Ф. Лесгафта, за хоккейную команду которого (СКИФ) отыграл один сезон в чемпионате СССР (1947/1948). В сезоне 1948/1949 годов играл в команде высшего дивизиона (Первая группа) советского хоккея «Дзержинец». Окончил институт в 1950 году.
Три года работал в клубе по хоккею с мячом КВИФК им. Ленина, год — завотделом в Доме Пионеров. В 1950 году начал работать по совместительству в Электротехническом институте инженеров железнодорожного транспорта (ЛЭТИИЖТ). Через год организовал студенческую команду по хоккею с шайбой. Позже ЛЭТИИЖТ влился в ЛИИЖТ. В 1955 году ЛИИЖТ впервые выиграл первенство вузов.
В 1956 году на базе студенческой команды была создана «команда мастеров» для участия в первенстве СССР. В сезоне 1957/58 команда выиграла чемпионат РСФСР и вышла в высший дивизион (класс «А») советского хоккея.
За восемь лет Дзеярский провёл команду ЛИИЖТ от студенческого чемпионата Ленинграда до класса «А» чемпионата СССР, где клуб отыграл четыре сезона.
В феврале 1961 ЛИИЖТ под руководством Дзеярского завоевал «Кубок Бухареста» и стал первой ленинградской хоккейной командой, победившей в международном турнире.
В 1962 году студенческая сборная СССР на базе команды ЛИИЖТ, усиленная несколькими хоккеистами московского «Локомотива» и игроком «Кировца» Георгием Юдиным, под руководством Дзеярского завоевала серебряные медали хоккейного турнира зимней Универсиады в Швейцарии.
В сезоне 1966/67 Дзеярский по просьбе начальника омской железной дороги Юрия Лелекова, игравшего в своё время в ЛИИЖТе, возглавил омский «Аэрофлот». Команда заняла 9-е место из 12-ти в 3 группе класса «А».
Затем вновь работал в ЛИИЖТ. Сборная института 6 раз становилась чемпионом вузовского первенства города (1955, 1956, 1964—1966, 1976) , шесть раз — первенства Октябрьской железной дороги (1976—1981), дважды побеждала во всесоюзном первенстве ЦС ДСО «Локомотив» (1979, 1980).
В 1982 году был начальником команды второй лиги «Сокол» Красноярск, которую возглавлял бывший игрок ЛИИЖТа Геннадий Кокорин. Долгое время возглавлял институтскую хоккейную секцию. В общей сложности на кафедре физвоспитания проработал 50 лет. Среди воспитанников — Александр Юдин.